# Campionati italiani juniores di atletica leggera 2013
I LVI Campionati italiani juniores di atletica leggera 2013 si sono svolti dal 14 al 16 giugno a Rieti, nel Lazio.
La fase di cross è stata disputata il 20 febbraio ad Abbadia di Fiastra (e il 10 marzo a Rocca di Papa) durante i Campionati italiani individuali di corsa campestre 2013 ed ha visto vincitori Federica Del Buono e Lorenzo Dini.
I Campionati italiani individuali di prove multiple juniores sono stati organizzati a Busto Arsizio l'1 e il 2 giugno dello stesso anno.

## Minimi di qualificazione
| Specialità                      | Uomini                                                            | Donne                                                                           |
| ------------------------------- | ----------------------------------------------------------------- | ------------------------------------------------------------------------------- |
| 100 metri piani                 | 11"02                                                             | 12"54                                                                           |
| 200 metri piani                 | 22"23                                                             | 25"81                                                                           |
| 400 metri piani                 | 49"75                                                             | 59"50                                                                           |
| 800 metri piani                 | 1'56"50                                                           | 2'22"00                                                                         |
| 1500 metri piani                | 4'02"00                                                           | 4'55"00                                                                         |
| 3000 metri piani                | -                                                                 | -                                                                               |
| 5000 metri piani                | 15'35"00; 8'50"00 (3000m); 34'20"00 (10.000m/10km)                | 19'25"00; 11'00"00 (3000m); 39'30"00 (10000m/10km)                              |
| 10000 metri piani               | –                                                                 | –                                                                               |
| 100 metri ostacoli              | –                                                                 | 15"94                                                                           |
| 110 metri ostacoli (1,00/1,06m) | 15"84/16"24                                                       | –                                                                               |
| 400 metri ostacoli              | 57"14                                                             | 1'09"14                                                                         |
| 3000 metri siepi                | 9'58"00                                                           | 12'45"00                                                                        |
| Salto in alto                   | 1,94 m                                                            | 1,60 m                                                                          |
| Salto con l'asta                | 4,00 m                                                            | 3,10 m                                                                          |
| Salto in lungo                  | 6,65 m                                                            | 5,35 m                                                                          |
| Salto triplo                    | 13,75 m                                                           | 11,25 m                                                                         |
| Getto del peso                  | 13,20 m (6 kg); 12,20 m (7,260 kg)                                | 10,00 m                                                                         |
| Lancio del disco                | 39,70 m (1,75 kg); 37,00 m (2,00 kg)                              | 30,50 m                                                                         |
| Lancio del martello             | 48,00 m (6 kg); 42,50 m (7,260 kg)                                | 34,50 m                                                                         |
| Lancio del giavellotto          | 49,50 m                                                           | 33,50 m                                                                         |
| Decathlon                       | 4 800 p.; 4 000 p. (Eptathlon indoor)                             | –                                                                               |
| Eptathlon                       | –                                                                 | 3 500 p.; 2 800 p. (Pentathlon indoor)                                          |
| Marcia 10000 m                  | 52'00"00 (Pista-strada); 25'00"00 (5 km/5000 m); 1h53'00" (20 km) | 58'30"00 (Pista-strada); 28'20"00 (5000 m); 16'30"00 (3000 m); 2h00'00" (20 km) |
| Staffetta 4×100 metri           | senza minimo                                                      | senza minimo                                                                    |
| Staffetta 4x400 metri           | senza minimo                                                      | senza minimo                                                                    |

Minimi di qualificazione per la corsa campestre
Criteri di partecipazione non sono noti.

## Risultati

### Corsa Campestre, 20 febbraio ad Abbadia di Fiastra / 10 marzo a Rocca di Papa

#### Individuale
| Specialità | Oro                               | Prestazione | Argento                                                | Prestazione | Bronzo                                         | Prestazione |
| Cross 6 km | Federica Del Buono Atl. Vicentina | 22'01"      | Costanza Martinetti Atletica Libertas ARCS Cus Perugia | 22'09"      | Christine Santi Mollificio Modenese Cittadella | 22'19"      |
| Juniores   |                                   |             |                                                        |             |                                                |             |
| Cross 8 km | Lorenzo Dini Atletica Livorno     | 23'27"      | Italo Quazzola Atletica Piemonte ASD                   | 23'36"      | Nekagenet Crippa G.S. Valsugana Trentino       | 23'45"      |

#### Squadre
| Specialità        | Oro                         | Punti | Argento                              | Punti | Bronzo                          | Punti |
| Classifica Donne  | Bracco Atletica             | 47 p. | A.S.D. ACSI Italia Atletica          | 50 p. | GS Quantin Trattoria I Novembre | 52 p. |
| Juniores          |                             |       |                                      |       |                                 |       |
| Classifica Uomini | Atl. Lecco-Colombo Costruz. | 33 p. | ASD Bruni Pubblicità Atletica Vomano | 44 p. | Atletica Cento Torri Pavia      | 50 p. |

### Uomini
| Specialità                                                                              | Oro                                                                                         | Prestazione       | Argento                                                                                | Prestazione        | Bronzo                                                                                    | Prestazione        |
| Corse                                                                                   |                                                                                             |                   |                                                                                        |                    |                                                                                           |                    |
| 100 m                                                                                   | Luca Antonio Cassano Atletica Firenze Marathon S.S.                                         | 10"63 (+0,9 m/s)  | Giacomo Isolano ASD Atletica Mondovì                                                   | 10"64              | Levi Roche Mandji Atl. Brescia 1950 Ivory Coast Equiparato                                | 10"67              |
| 200 m                                                                                   | Eseosa Desalu G.A. Fiamme Gialle ASD Interflumina È Più Pomì                                | 20"94 (+1,2 m/s)  | Enrico Nobili Atl. Studentesca CA.RI.RI.                                               | 21"49              | Marco Gianantoni Atl. Rodengo Saiano                                                      | 21"58              |
| 400 m                                                                                   | Ivan Nichik CUS Parma Russia Equiparato                                                     | 47"38             | Francesco Conti Atletica Imola Sacmi AVIS                                              | 48"03              | Yannis Adrian Nicula Polisportiva Libertas Cernuschese Romania Equiparato                 | 48"18              |
| 800 m                                                                                   | Enrico Riccobon Athletic Club Belluno                                                       | 1'53"90           | Stefano Migliorati Club Sportivo San Rocchino                                          | 1'54"19            | Luca Ferro Atletica Cento Torri Pavia                                                     | 1'54"87            |
| 1500 m                                                                                  | Lorenzo Dini Atletica Livorno                                                               | 3'47"56           | Osama Zoghlami A.S.D. CUS Palermo Tunisia Equiparato                                   | 3'51"28            | Iliass Aouani Atletica Riccardi Milano Morocco Equiparato                                 | 3'52"39            |
| 3000 m                                                                                  | -                                                                                           | -                 | -                                                                                      | -                  | -                                                                                         | -                  |
| 5000 m                                                                                  | Lukas Manyika Maguhe Atletica Cento Torri Pavia Tanzania Equiparato                         | 14'28"68          | Samuele Dini Atletica Livorno                                                          | 14'33"68           | Andrea Elia Atl. Lecco-Colombo Costruz.                                                   | 14'56"90           |
| Marcia 10 000 m                                                                         | Vito Minei A.S.D. Atletica Don Milani                                                       | 41'51"09 ~        | Francesco Fortunato ASD Enterprise Sport & Service                                     | 42'02"04           | Marco Amati ASD Enterprise Sport & Service                                                | 44'53"49 ~         |
| Corse a ostacoli                                                                        |                                                                                             |                   |                                                                                        |                    |                                                                                           |                    |
| 110 m hs                                                                                | Lorenzo Perini C.S. Aeronautica Militare OSA Saronno Libertas                               | 13"39 (+1,6 m/s)  | Davide De Marchi Atl. Bergamo 1959 Creberg                                             | 14"07              | Xhonaldo Shtylla Atletica Udinese Malignani Albania Equiparato                            | 14"11              |
| 400 m hs                                                                                | Francesco Proietti Atl. Studentesca CA.RI.RI.                                               | 52"99             | Mattia Contini Atletica Libertas Runners Livorno                                       | 53"63              | Andrea Pedrelli S.E.F. Virtus Emilsider BO                                                | 53"82              |
| 3000 m siepi (H 91)                                                                     | Ala Zoghlami A.S.D. CUS Palermo Tunisia Equiparato                                          | 8'58"51           | Osama Zoghlami A.S.D. CUS Palermo Tunisia Equiparato                                   | 9'02"67            | Italo Quazzola Atletica Piemonte ASD                                                      | 9'11"94            |
| Staffette                                                                               |                                                                                             |                   |                                                                                        |                    |                                                                                           |                    |
| Staffetta 4×100 m                                                                       | Atl. Studentesca CA.RI.RI. Marco Mattei Enrico Nobili Jonatan Capuano Vincenzo Vigliotti    | 41"19             | Assindustria Sport Padova Lodovico Cortelazzo Marco Massaro Nicolò Olivieri Farias Zin | 41"65              | Atletica Piemonte ASD Alessandro Coppo Mattia Merlin Edoardo Pellisetti Gabriele Parisi   | 42"41              |
| Staffetta 4×400 m                                                                       | Atletica Imola Sacmi AVIS Luca Bartolotti Giuseppe Sangiorgi Stefano Grandi Francesco Conti | 3'21"08           | Lagarina Crus Team Matteo Mazzola Davide Bonomi Simone Bais Michele Bais               | 3'22"96            | Pro Sesto Atletica Alessandro Redaelli Matteo Viscardi Jacopo Pattaro Mattia Tagliapietra | 3'23"87            |
| Salti                                                                                   |                                                                                             |                   |                                                                                        |                    |                                                                                           |                    |
| Salto in alto                                                                           | Andrea Gallina U.S. Quercia Trentingrana                                                    | 2,09 m            | Eugenio Meloni C.U.S. CAGLIARI                                                         | 2,09 m             | Luca Ferretti A.S. La Fratellanza 1874                                                    | 2,03 m             |
| Salto con l'asta                                                                        | Alessandro Sinno Fiamme Gialle G. Simoni                                                    | 5,00 m            | Luca Peggion Atl. Chiari 1964 Lib.                                                     | 4,60 m             | Francesco Azzoni Atl. Piacenza                                                            | 4,40 m             |
| Salto in lungo                                                                          | Gabriele Parisi Atletica Piemonte ASD                                                       | 7,36 m (-0,3 m/s) | Harold Barruecos Millet Atl. Vicentina                                                 | 7,30 m (-0,2 m/s)  | Stefano Braga Atl. Piacenza                                                               | 7,24 m (+0,2 m/s)  |
| Salto triplo                                                                            | Alexandro Ionut Mitirica A.S. La Fratellanza 1874 Romania Equiparato                        | 15,69 m (0,0 m/s) | Edoardo Accetta Nuova Atletica Fanfulla Lodigiana                                      | 15,35 m (+0,2 m/s) | Daniele Ragazzi A.S.D. Francesco Francia                                                  | 15,09 m (+0,1 m/s) |
| Lanci                                                                                   |                                                                                             |                   |                                                                                        |                    |                                                                                           |                    |
| Getto del peso                                                                          | Lorenzo Del Gatto Tecno Adriatletica Marche                                                 | 18,28 m           | Rocco Caruso Atletica Gran Sasso SSD A R.L.                                            | 17,18 m            | Dennis Raduazzo O.S.A. Saronno Lib.                                                       | 16,54 m            |
| Lancio del disco                                                                        | Martin Pilato Atletica Ravenna                                                              | 58,84 m           | Andrea Caiaffa G.S. Fiamme Oro Padova                                                  | 52,81 m            | Alberto Chiusole Lagarina Crus Team                                                       | 49,66 m            |
| Lancio del martello                                                                     | Marco Bortolato Atletica Udinese Malignani                                                  | 72,51 m           | Michele Friso Assindustria Sport Padova                                                | 62,34 m            | Diego Antoj U.S. Sangiorgese                                                              | 62,16 m            |
| Lancio del giavellotto                                                                  | Stefano Contini Nuova Atletica Fanfulla Lodigiana                                           | 63,20 m           | Lorenzo Vesentini Lib. Valpolicella Lupatotina                                         | 59,00 m            | Joseph Figliolini Atl. Studentesca CA.RI.RI.                                              | 58,82 m            |
| record dei campionati; record nazionale; record personale; record personale stagionale. |                                                                                             |                   |                                                                                        |                    |                                                                                           |                    |

### Donne
| Specialità                                                                              | Oro                                                                                    | Prestazione        | Argento                                                                     | Prestazione        | Bronzo                                                                                            | Prestazione        |
| Corse                                                                                   |                                                                                        |                    |                                                                             |                    |                                                                                                   |                    |
| 100 m                                                                                   | Silvia Corbucci C.U.S. BOLOGNA A.S.D.                                                  | 11"66 (+0,8 m/s)   | Sabrina Galimberti Atletica Rovellasca                                      | 11"87              | Johanelis Herrera Abreu Fondazione M. Bentegodi                                                   | 11"91              |
| 200 m                                                                                   | Silvia Corbucci C.U.S. BOLOGNA A.S.D.                                                  | 24"10 (+1,7 m/s)   | Johanelis Herrera Abreu Fondazione M. Bentegodi                             | 24"15              | Sabrina Galimberti Atletica Rovellasca                                                            | 24"44              |
| 400 m                                                                                   | Ilenia Vitale Libertas Friul Palmanova                                                 | 54"99              | Lucia Pasquale A.S. Olimpia Club                                            | 55"24              | Giulia Teruzzi Pro Patria A.R.C. Busto Arsizio                                                    | 56"12              |
| 800 m                                                                                   | Giulia Aprile Atletica Firenze Marathon S.S.                                           | 2'13"36            | Silvia Pento Atl. Vicentina                                                 | 2'13"72            | Beatrice Dallera Ilpra Atl. Vigevano Parco Acquatico                                              | 2'15"50            |
| 1500 m                                                                                  | Elisa Bortoli A. Atl. Dolomiti Belluno                                                 | 4'34"96            | Giulia Aprile Atletica Firenze Marathon S.S.                                | 4'35"81            | Silvia Pento Atl. Vicentina                                                                       | 4'35"94            |
| 3000 m                                                                                  | -                                                                                      | -                  | -                                                                           | -                  | -                                                                                                 | -                  |
| 5000 m                                                                                  | Anna Stefani ASV Sterzing Volksbank                                                    | 17'05"19           | Elisa Copponi Atl. Brescia 1950                                             | 17'53"47           | Linda Benigni Centro Atletica Piombino                                                            | 18'01"28           |
| Marcia 10 000 m                                                                         | Anna Clemente G.A. Fiamme Gialle A.S.D. Atletica Don Milani                            | 48'33"01           | Mariavittoria Becchetti Atl. Studentesca CA.RI.RI.                          | 48'58"15           | Margherita Crosta Cus Pro Patria Milano                                                           | 50'42"07 ~>        |
| Corse a ostacoli                                                                        |                                                                                        |                    |                                                                             |                    |                                                                                                   |                    |
| 100 m hs                                                                                | Giada Carmassi Gemonatletica S.r.l. Dil.                                               | 13"98 (+1,8 m/s)   | Virginia Morassutti Assindustria Sport Padova                               | 14"12              | Maria Paniz Cus Pisa Atletica Cascina                                                             | 14"27              |
| 400 m hs                                                                                | Irene Morelli O.S.A. Saronno Lib.                                                      | 59"77              | Elena Venturi Degli Esposti Modena Atletica                                 | 1'01"29            | Giulia Crivello Polisport. Novatletica Chieri                                                     | 1'01"55            |
| 3000 m siepi                                                                            | Sara Carnicelli A.S.D. ACSI Italia Atletica                                            | 11'18"98           | Isabel Mattuzzi U.S. Quercia Trentingrana                                   | 11'27"62           | Alessia Torello Viera Atletica Stronese-Zani Srl                                                  | 11'37"24           |
| Staffette                                                                               |                                                                                        |                    |                                                                             |                    |                                                                                                   |                    |
| Staffetta 4×100 m                                                                       | Atletica Livorno Valentina Lensi Caterina Bianchini Giorgia Degl'Innocenti Sara Repeti | 48"04              | Bracco Atletica Anita Daturi Arianna Bettin Nicole Morpurgo Michela Villa   | 48"32              | ACSI Campidoglio Palatino Marta Albano Brunella Biccari Giovanna De Andreis Elisabetta De Andreis | 48"99              |
| Staffetta 4×400 m                                                                       | O.S.A. SARONNO LIB. Sophie Gnoato Sofia Guerrini Arianna Lazzati Irene Morelli         | 3'53"73            | Bracco Atletica Najla Aqdeir Sabrina Passoni Nicole Morpurgo Debora Varrone | 3'53"87            | A.S.D. ACSI Italia Atletica Lisa Dal Grande Valentina Reginato Martina Ortolani Ottavia Cestonaro | 3'56"32            |
| Salti                                                                                   |                                                                                        |                    |                                                                             |                    |                                                                                                   |                    |
| Salto in alto                                                                           | Debora Sesia Sisport Fiat                                                              | 1,81 m             | Desirée Rossit G.S. Fiamme Oro Padova Atletica Udinese Malignani            | 1,79 m             | Anna Pau ASD Atletica Prato                                                                       | 1,77 m             |
| Salto con l'asta                                                                        | Sonia Malavisi A.S.D. ACSI Italia Atletica                                             | 4,41 m             | Costanza Martorelli Sisport Fiat                                            | 3,70 m             | Elisa Molinarolo Assindustria Sport Padova                                                        | 3,70 m             |
| Salto in lungo                                                                          | Ottavia Cestonaro Atl. Vicentina                                                       | 6,27 m (+0,8 m/s)  | Jasmine Al Omari Atletica Firenze Marathon S.S.                             | 5,89 m (+1,2 m/s)  | Antonella Messina Pro Sesto Atletica                                                              | 5,74 m (+0,5 m/s)  |
| Salto triplo                                                                            | Ottavia Cestonaro Atl. Vicentina                                                       | 13,69 m (+1,2 m/s) | Francesca Lanciano Cus Pisa Atletica Cascina                                | 13,28 m (+1,8 m/s) | Jasmine Al Omari Atletica Firenze Marathon S.S.                                                   | 12,46 m (+1,3 m/s) |
| Lanci                                                                                   |                                                                                        |                    |                                                                             |                    |                                                                                                   |                    |
| Getto del peso                                                                          | Monia Cantarella Atl. Studentesca CA.RI.RI.                                            | 14,28 m            | Silvia Zanini Nuova Atletica Varese                                         | 12,96 m            | Giada Gregoletto G.S Ermenegildo Zegna                                                            | 12,94 m            |
| Lancio del disco                                                                        | Maria Antonietta Basile ASD Enterprise Sport & Service                                 | 47,61 m            | Silvia Zanini Nuova Atletica Varese                                         | 47,58 m            | Monia Cantarella Atl. Studentesca CA.RI.RI.                                                       | 45,69 m            |
| Lancio del martello                                                                     | Chiara Andrei Atletica Firenze Marathon S.S.                                           | 55,00 m            | Giulia Vitagliano Atl. Studentesca CA.RI.RI.                                | 51,98 m            | Serena Argenti Bracco Atletica                                                                    | 51,30 m            |
| Lancio del giavellotto                                                                  | Paola Padovan G.S. Valsugana Trentino                                                  | 49,24 m            | Adelaide Andriani Atl. Brescia 1950                                         | 43,03 m            | Carlotta Camilli A.S.D. Francesco Francia                                                         | 41,40 m            |
| record dei campionati; record nazionale; record personale; record personale stagionale. |                                                                                        |                    |                                                                             |                    |                                                                                                   |                    |

### Prove multiple, 1-2 giugno a Busto Arsizio
| Specialità                                                                              | Oro                                           | Prestazione | Argento                                    | Prestazione | Bronzo                                          | Prestazione |
| Decathlon (uomini)                                                                      | Vincenzo Vigliotti Atl. Studentesca CA.RI.RI. | 6 737 p.    | Edoardo Pellisetti Atletica Piemonte ASD   | 6 561 p.    | Andrea Ramaglia Pro Patria A.R.C. Busto Arsizio | 6 540 p.    |
| Eptathlon (donne)                                                                       | Ottavia Cestonaro Atl. Vicentina              | 5 304 p.    | Flavia Nasella A.S.D. ACSI Italia Atletica | 5 200 p.    | Federica Palumbo U.S. Sangiorgese               | 4 693 p.    |
| record dei campionati; record nazionale; record personale; record personale stagionale. |                                               |             |                                            |             |                                                 |             |